# Мастрюков, Борис Степанович
Борис Степанович Мастрюков (род. 14 сентября 1937) — советский и российский учёный-металлург, специалист по безопасности жизнедеятельности в техносфере. Доктор технических наук, профессор кафедры «Техносферная безопасность» НИТУ "МИСиС". Лауреат премии Президента РФ в области образования (1998 г.), заслуженный деятель науки РФ (2001 г.).

## Биография
Борис Степанович Мастрюков родился 14 сентября 1937 года. После окончания Московского института стали в 1959 г. работал на кафедре «Металлургические печи», занимая последовательно должности ассистента, старшего преподавателя, доцента. Преподавал в Эль-Таббинском металлургическом институте (Египет).
В 1982 г. стал профессором кафедры «Теплофизика и теплоэнергетика металлургических печей». В 1965 г. Б.С. Мастрюков защитил кандидатскую, а в 1980 г. - докторскую диссертации. В 1994 г. он был избран деканом энерго-экологического факультета МИСиС. С 1996 г. -  заведующий кафедрой «Безопасность жизнедеятельности» МИСиС. В настоящее время - профессор кафедры «Техносферная безопасность» НИТУ "МИСиС".

## Научная и образовательная деятельность
Научную деятельность Б.С. Мастрюков начинал с исследования проблемы повышения светимости факела природного газа путем его термического пиролиза. Впоследствии научные интересы Б.С.Мастрюкова были сконцентрированы на проблемах исследования спектральных характеристик поверхностей реальных систем, в которых имеет место радиационный теплообмен. Результаты его научных исследований легли в основу совершенствования тепловой работы печей, разработки математических моделей теплообменных процессов в рабочем пространстве печей и методов расчета радиационного теплообмена в реальных системах. Эти исследования отражены в монографии «Расчеты металлургических печей».
С приходом Б.С.Мастрюкова на должность заведующего кафедрой «Безопасность жизнедеятельности» создаются основы нового научного направления работы: по анализу рисков и прогнозированию последствий техногенных аварий; оценке ущерба при страховании за причинение вреда при авариях; разработке моделей системного подхода к составлению матрицы логических связей в учебном процессе. Дальнейшее развитие получили ранее проводимые научные исследования: по проблемам пожаровзрывобезопасности металлургического производства, разработки по внедрению систем управления промышленной безопасностью и охраной труда на предприятиях, комплексной оценке условий труда и подготовки персонала, способов снижения шума в производственных процессах, экологической безопасности.
Б.С. Мастрюков много лет был членом редколлегий журналов «Металлург», «Безопасность жизнедеятельности» и «Проблемы безопасности и чрезвычайных ситуаций». Автор более 200 печатных работ и методических пособий, среди которых более 20 учебников и монографий. Учебник «Безопасность в чрезвычайных ситуациях» выдержал четыре издания. Научный руководитель 26 кандидатов и одного доктора технических наук. Председатель ГАК по специальности БЖД в Открытом институте охраны труда, промышленной безопасности и экологии и Академии труда и социальных отношений.

## Наиболее значимые публикации
- Мастрюков Б.С. Теория, конструкции и расчеты металлургических печей, т.2. Расчеты металлургических печей. – М.: Металлургия, 1986. – 387 с.
- Брюханов О.Н., Мастрюков Б.С. Аэродинамика, горение и теплообмен при сжигании топлива (справочное пособие). – Л.: ЛО «Недра», 1994. – 317 с.
- Мастрюков Б.С. Теплофизика металлургических процессов. – М.: МИСиС, 1996. – 280 с.
- Мастрюков Б.С. Безопасность в чрезвычайных ситуациях. – М.: Академия, 2003, 2004, 2005, 2007 и 2008 гг. – 336 с.
- Мастрюков Б.С. Опасные ситуации техногенного характера и защита от них. – М.: Академия, 2009. – 320 с.
- Безопасность жизнедеятельности: Лаб. практикум / О.М. Зиновьева, Б.С. Мастрюков, А.М. Меркулова и др.; Под ред. Б.С. Мастрюкова. – М.: Изд. Дом МИСиС, 2010. – 152 с.

## Признание
Лауреат премии Президента РФ в области образования (1998 г.), заслуженный деятель науки РФ (2001 г.).